# Izabela Elżbieta Morsztyn
Izabela Elżbieta Czartoryska, née Morsztyn le 26 août 1671 et mort le 24 février 1758 à Varsovie, est une femme issue de la grande noblesse polonaise, connue pour avoir tenu le premier salon littéraire en Pologne, qui joua un grand rôle au sein du parti politique la Familia.

## Biographie
Izabela est fille de Jan Andrzej Morsztyn, poète et trésorier de la Couronne sous Jean III Sobieski et de Catherine Gordon, fille du marquis de Huntly (en), un noble catholique écossais qui avait émigré en Pologne en 1649. Elle est âgée de 12 ans en 1683 quand son père, accusé de trahison, doit s'exiler à la cour de Louis XIV. Avec ses sœurs Ludwika Maria et Elżbieta, elle reçoit une éducation chez les visitandines de Varsovie, puis à Paris où son père devient ambassadeur. 
En 1693, elle épouse le prince Kazimierz Czartoryski, fils du vice-chancelier de Lituanie : ce mariage contribue à relever le prestige quelque peu terni de la maison Czartoryski. 
Cette « aristocrate passionnée de politique » est la première en Pologne à tenir un salon intellectuel et littéraire où on débat aussi bien des écrits que de la politique. 
Elle favorise, comme son mari, la candidature du prince de Conti comme roi de Pologne en 1697.
En 1720, sa fille Konstancja Czartoryska épouse Stanisław Poniatowski, un noble ambitieux qui avait été au service de Charles XII de Suède et qui, par cette alliance avec le parti des Czatoryski, la Familia, se réconcilie avec le roi Auguste II. 
Izabela écrit de préférence en français et élève ses enfants dans la langue et la culture françaises. Elle transmet à Konstancja et à ses deux aînés, Michał et August, son ambition politique, et contribuera aussi à favoriser la carrière de ses petits-enfants. En 1730, le très riche mariage d'August avec Maria Zofia, unique héritière d'Adam Mikołaj Sieniawski, fait des Czatoryski la plus riche maison de la noblesse polonaise.
Avec le temps, Izabela trouvera de nombreuses continuatrices, comme notamment la princesse Barbara Sanguszko.

## Famille
Izabela Elżbieta Morsztyn a cinq enfants :
- Michał Fryderyk Czartoryski (1696-1775)
- August Aleksander Czartoryski (1697-1782)
- Konstancja Czartoryska (1700-1759), mère du roi Stanisław August Poniatowski
- Ludwika Elżbieta Czartoryska (1703-1745)
- Teodor Kazimierz Czartoryski (1704-1768)